# 7483 Sekitakakazu
7483 Sekitakakazu este un asteroid din centura principală de asteroizi.

## Descriere
7483 Sekitakakazu este un asteroid din centura principală de asteroizi. A fost descoperit pe 1 noiembrie 1994 la Kitami de Kin Endate și Kazuro Watanabe. Asteroidul prezintă o orbită caracterizată de o semiaxă mare de 3,19 ua, o excentricitate de 0,07 și o înclinație de 3,9° în raport cu ecliptica.